# Erik Wilén
Erik Wilén (Finlandia, 15 de julio de 1898-23 de julio de 1982) fue un atleta finlandés, especialista en la prueba de 400 m vallas en la que llegó a ser subcampeón olímpico en 1924.

## Carrera deportiva
En los JJ. OO. de París 1924 ganó la medalla de plata en los 400 m vallas, con un tiempo de 53.8 segundos, llegando a meta tras el estadounidense Frederick Morgan Taylor y por delante del también estadounidense Ivan Riley (bronce con 54.2 segundos).